# Graciliraptor
Graciliraptor lugiatunensis
Genre
Espèce
Graciliraptor (signifiant « voleur gracieux ») est un genre éteint de dinosaures Theropoda du début du Crétacé. C'est un Dromaeosauridae Microraptorinae.
L'espèce type Graciliraptor lujiatunensis a été nommée et décrite pour la première fois en 2004 par Xu Xing et Wang Xiaoling. Le nom générique est dérivé du latin gracilis et raptor. Le nom spécifique fait référence au village de Lujiatun où se trouve le site fossile. Son fossile, l'holotype IVPP V 13474, a été trouvé à Beipiao, dans la province de Liaoning, en Chine.

## Description

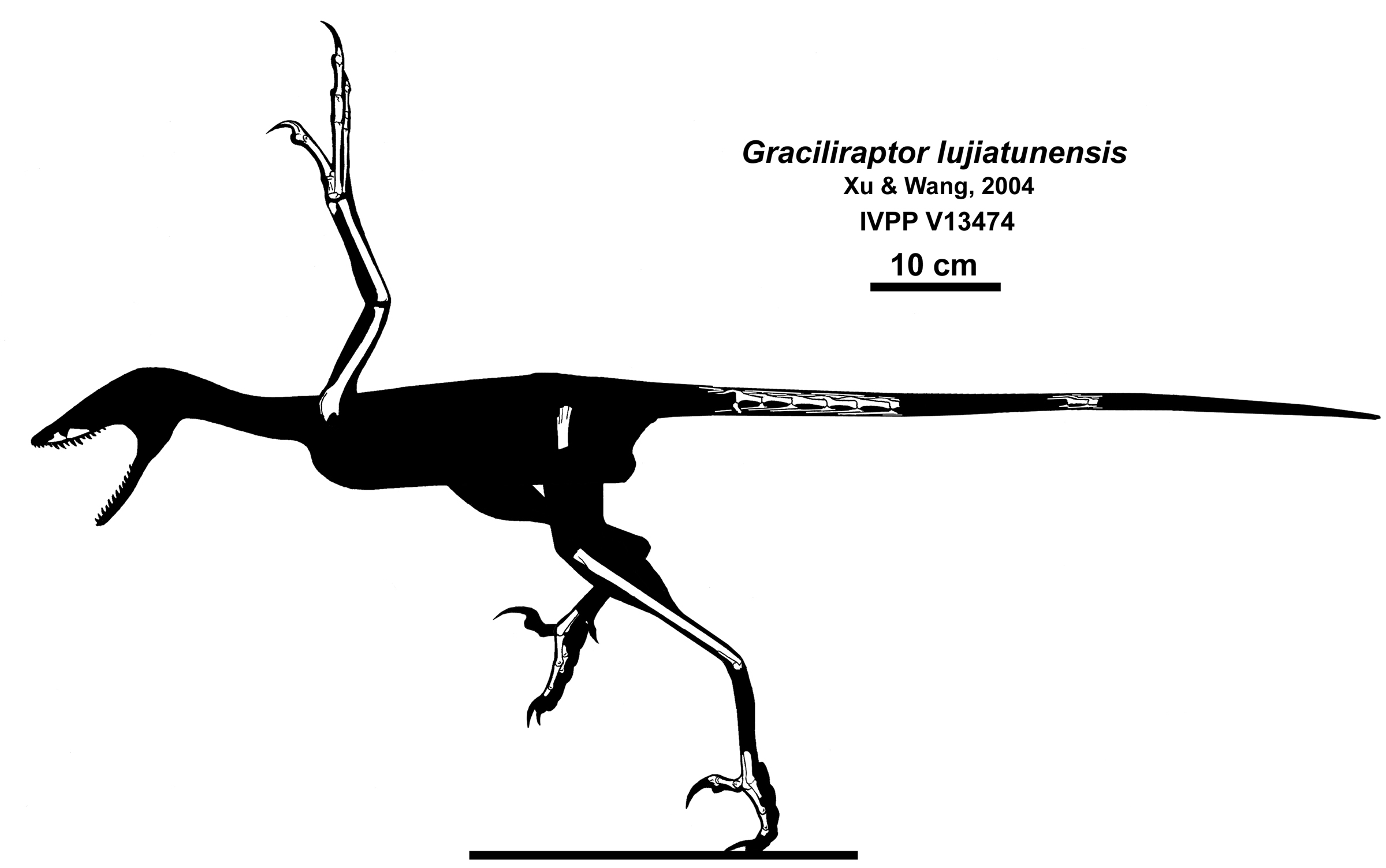
Restes connus de Graciliraptor.

Le type et seul spécimen connu comprenait une partie du maxillaire avec quelques dents, des pattes antérieures et postérieures presque complètes et dix vertèbres caudales partielles. On estime qu'il mesurait environ 90 centimètres de long à l'âge adulte. En 2010, Gregory S. Paul a donné des estimations plus élevées d'un mètre et de 1,5 kilogramme. Graciliraptor est extrêmement léger pour un théropode non aviaire, avec des vertèbres caudales moyennes et des os de jambe inférieurs très allongés. Le fémur mesure treize centimètres de long et la longueur totale du corps a été estimée à un mètre. Les processus articulaires postérieurs des vertèbres caudales, ou postzygapophyses, sont reliés par une fine gaine osseuse ou lamina, qui s'étend vers l'arrière sur un huitième du centrum de la vertèbre suivante, rigidifiant ainsi davantage le milieu de la queue, déjà immobilisé par les longues prézygapophyses typiques des Dromaeosauridae.
Graciliraptor a été trouvé dans les parties les plus basses de la formation d'Yixian, le membre de Lujiatun, sous les roches où des Dromaeosauridae précoces similaires (tels que Sinornithosaurus et Microraptor) ont été trouvés. C'est, en âge géologique, le plus ancien Dromaeosauridae nommé, et le plus ancien connu à partir de bons restes fossiles (les fossiles de Dromaeosauridae remontent jusqu'au Jurassique moyen, mais consistent principalement en des dents).

## Classification
En tant que Dromaeosauridae précoce, Graciliraptor a fourni des informations sur les débuts de l'évolution et de la diversification du groupe. Il partage plusieurs caractéristiques communes avec les premiers Troodontidae et les oiseaux, soutenant une relation étroite entre les oiseaux, les Troodontidae et les Dromaeosauridae.
Xu et Wang considéraient que Graciliraptor était étroitement lié au Microraptor, un Dromaeosauridae similaire provenant de la formation de Jiufotang, légèrement plus jeune. Plus tard, il a été placé dans les Microraptorinae,.